# 賀讚
贺讚（1606年—1644年），明朝将领，世袭锦衣卫副千户、指挥佥事，其父贺虎臣。 贺赞勇敢有父亲的风度。既以继承职位，随即考中武進士。后逐步升官到京营副将。崇祯六年五月（1633年），河套蒙古五万骑兵进入薄灵州，贺赞随其父贺虎臣急领千骑入城防守。随即强迫城中兵马出击，驻扎在大沙井。蒙兵从汉伯堡突至，贺虎臣军还来不及布阵，遂寡不敌众战死。而贺赞率五十骑兵突出重围。崇祯十七年三月（1644年），李自成进逼京师，京城驻军六大营分列城外，皆不敢战，有的弃甲投降。贺赞独自率领部下迎击，中箭身亡。